# Депортиво Кеведо
«Депортиво Кеведо» (исп. Club Social, Cultural, y Deportivo Quevedo) — эквадорский футбольный клуб из Кеведо.

## История
Основан 15 июня 1952 года. Несмотря на более чем полувековую историю «Депортиво Кеведо» всего лишь 10 сезонов провел в Серии А — высшем дивизионе чемпионата Эквадора, включая и сезон 2013 года, где клуб стал одним из аутсайдеров. 22 сезона команда из Кеведо провела в Серии B — втором по старшинству дивизионе чемпионата Эквадора, и 16 сезонов пришлись на Вторую категорию — третий дивизион чемпионата Эквадора. Из наивысших достижений стоит отметить 3 победы в Серии B.
Домашние матчи проводит на стадионе «7 октября», вмещающем 16 000 зрителей.

## Достижения
- Чемпионат Эквадора (Серия B)
  - Чемпион: 1982, 1996, 2004
    - Серебряный призёр: 2012